# Paul Alexandre devant un vitrage
Le Portrait de Paul Alexandre devant un vitrage est une peinture à l'huile sur toile de 80 × 45 cm réalisée en 1913 par le peintre italien Amedeo Modigliani. 
Elle est conservée au Musée des Beaux-Arts de Rouen, en région Normandie, en France.  
C'est le cinquième portrait (en cinq ans) que l'artiste produit de Paul Alexandre, son ami médecin et tout premier collectionneur. L'artiste signe cette toile d'une forte utilisation de lignes, visibles derrière le sujet, chose d'une intensité tout à fait nouvelle dans sa carrière.  